# Hidemitsu Tanaka
Pour les articles homonymes, voir Tanaka.
Hidemitsu Tanaka (田中 英光, Tanaka Hidemitsu, 10 janvier 1913 — 3 novembre 1949) est un écrivain japonais du genre buraiha de l'ère Shōwa. Son nom est également prononcé « Tanaka Eiko » à l'occasion.

## Biographie
Tanaka naît dans le quartier Akasaka de Tokyo. Son père, Iwasaki Kyōsen, est historien mais il est enregistré dans le livret de famille sous le nom de sa mère « Tanaka », plutôt que sous le nom de son père « Iwasaki ». Il grandit à Kamakura dans la préfecture de Kanagawa et est diplômé de l'école de science politique et d'économie de l'université Waseda. Alors qu'il est encore étudiant, il est influencé vers une carrière littéraire par son frère journaliste et adhère au parti communiste japonais. Il est cependant découragé par la corruption au sein de la haute direction du parti et quitte le parti avant l'obtention du diplôme. Peu de temps après, il rencontre Dazai Osamu qui devient son mentor.
Également pendant la période où il est étudiant, il participe aux Jeux olympiques d'été de 1932 de Los Angeles en tant que rameur d'aviron de la délégation olympique japonaise. Bien qu'il participe à huit épreuves, il est éliminé lors du tour de qualification. Cette expérience l'amène à écrire deux romans : Orinposu no Kajitsu (« Le fruit de l'Olympe », 1940) et Tantei Soshu (« Le Rameur », 1944). 
En 1935, il est embauché par la Yokohama Rubber Company qui l’envoie à Keijo, actuelle Séoul en Corée, alors sous la domination japonaise. Il est utilisé par les autorités japonaises de Corée pour organiser les écrivains coréens en vue de la  conférence des écrivains de la Grande Asie orientale, épisode qu'il dépeint avec amertume et cynisme dans son roman d'après-guerre « Le Bateau ivre ».
Il épouse Kiyo Kojima en 1937, retourne au Japon en 1944 et réside dans la préfecture de Shizuoka. En 1947, il laisse sa femme à Shizuoka et s'installe avec sa maîtresse dans l'arrondissement de Shinjuku à Tokyo.
Après la Seconde Guerre mondiale, Tanaka adhère de nouveau au parti communiste japonais mais il se montre si critique vis-à-vis de la direction qu'il en est finalement exclu. Il est très choqué par le suicide de son mentor Osamu Dazai. Pendant ses dernières années, il souffre d'alcoolisme, d'abus de drogues et d'instabilité mentale. Il se suicide sur la tombe de Dazai Osamu en 1949 en se coupant les poignets après avoir pris une surdose de somnifères. Sa tombe se trouve au cimetière d'Aoyama au centre de Tokyo.

## Ouvrages (Sélection)
- 1940 Orinposu no kajitsu (オリンポスの果実), couronné par le prix Shinzaburō Iketani
- 1941 Ware wa umi no ko (われは海の子)
- 1944 Waga sayuki (我が西遊記)
- 1946 Ai no tegami (愛の手紙)
- 1949 Ai to nikushimi no kizu ni (愛と憎しみの傷に)
- 1949 Chikashitsu kara (地下室から)
- 1949 Sayonara (さようなら)
- 1950 Uso (嘘)
- 1950 Tanaka Eikō senshū (田中英光選集), ausgewählte Werke in 2 Bänden
- 1964-65 Tanaka Eikō zenshū (田中英光全集), Gesamtausgabe in 11 Bänden
- 1992 Sakura / ai to seishun to seikatsu (桜・愛と青春と生活)
- 1994 Shi-Dazai Osamu (師太宰治)

## Source de la traduction
- (en) Cet article est partiellement ou en totalité issu de l’article de Wikipédia en anglais intitulé « Hidemitsu Tanaka » (voir la liste des auteurs).